# Isla Lantau
La isla Lantau (en chino, 大嶼山) (también conocida como la isla de los deseos), basado en el nombre antiguo local del pico Lantau (en chino tradicional, 爛頭; en chino simplificado, 烂头; pinyin, Làntóu), es la isla más grande de Hong Kong, en China, situada en la desembocadura del río Perla. Administrativamente, la mayor parte de la isla de Lantau se encuentra en el Distrito de las Islas de Hong Kong. Una pequeña porción del noreste de la isla se encuentra en el distrito de Tsuen Wan. Con una superficie de 147,16 km², es la isla más grande de la región de Hong Kong y la sexta isla más grande en toda China. Originalmente, el sitio donde se hallaba una aldea de pescadores, la isla se ha desarrollado en los últimos años con varios proyectos de infraestructura, incluyendo el Aeropuerto Internacional de Hong Kong, Ngong Ping 360, y Hong Kong Disneyland.
La isla de Lantau principalmente consiste de terreno montañoso. Con una superficie de aproximada de 146 km², es la isla más grande de Hong Kong, y es casi dos veces el tamaño de la isla de Hong Kong. El Pico Lantau (934 m s. n. m.) es el punto más alto de la isla. Es el segundo más alto en Hong Kong, después de Tai Mo Shan, y es casi dos veces la altura de la Cumbre Victoria. La isla de Lantau es conocida a menudo como "los pulmones de Hong Kong", debido a su abundancia de bosques nativos y la escasez relativa de los desarrollos residenciales de gran altura que caracterizan a islas como Hong Kong y Kowloon.